# Frieda Gijbels
Frieda Gijbels (nascida em 1975) é uma política belga e membro do partido flamengo N-VA.

## Biografia
Gijbels estudou odontologia na KU Leuven e especializou-se em periodontia. Em 2003 tornou-se dentista-periodontista e também obteve o doutorado em ciências médicas. Ela é a fundadora de uma clínica de periodontologia em Oudsbergen. Nas eleições federais belgas de 2019 foi eleita Membro da Câmara dos Representantes posicionada em terceiro lugar na lista pelo círculo de Limburg.